# Сен-Вальбер
Сен-Вальбе́р (фр. Saint-Valbert) — коммуна во Франции, находится в регионе Франш-Конте. Департамент — Верхняя Сона. Входит в состав кантона Люксёй-ле-Бен. Округ коммуны — Люр.
Код INSEE коммуны — 70475.

## География
Коммуна расположена приблизительно в 320 км к юго-востоку от Парижа, в 75 км северо-восточнее Безансона, в 32 км к востоку от Везуля.
Больше половины территории коммуны покрыто лесами.

## Население
Население коммуны на 2010 год составляло 224 человека.
| 1962 | 1968 | 1975 | 1982 | 1990 | 1999 | 2010 |
| ---- | ---- | ---- | ---- | ---- | ---- | ---- |
| 203  | 188  | 175  | 186  | 210  | 195  | 224  |

## Администрация
| Период | Период | Фамилия            | Партия                                                                                  | Примечания |
| ------ | ------ | ------------------ | --------------------------------------------------------------------------------------- | ---------- |
| 1973   | 1977   | Рене Шолле         | беспартийный                                                                            |            |
| 1977   | 1983   | Жан-Клод Петиколен |                                                                                         |            |
| 1983   | 2008   | Роналд Ларьер      | Социалистическая партия → Гражданское движение и Республиканское и гражданское движение |            |
| 2008   | 2014   | Одиль Пуйе         | беспартийный                                                                            |            |

## Экономика
В 2010 году среди 141 человека трудоспособного возраста (15—64 лет) 116 были экономически активными, 25 — неактивными (показатель активности — 82,3 %, в 1999 году было 67,9 %). Из 116 активных жителей работали 99 человек (54 мужчины и 45 женщин), безработных было 17 (5 мужчин и 12 женщин). Среди 25 неактивных 5 человек были учениками или студентами, 14 — пенсионерами, 6 были неактивными по другим причинам.

## Достопримечательности
- Скит (XVII век). Исторический памятник с 1914 года[3]

## Фотогалерея

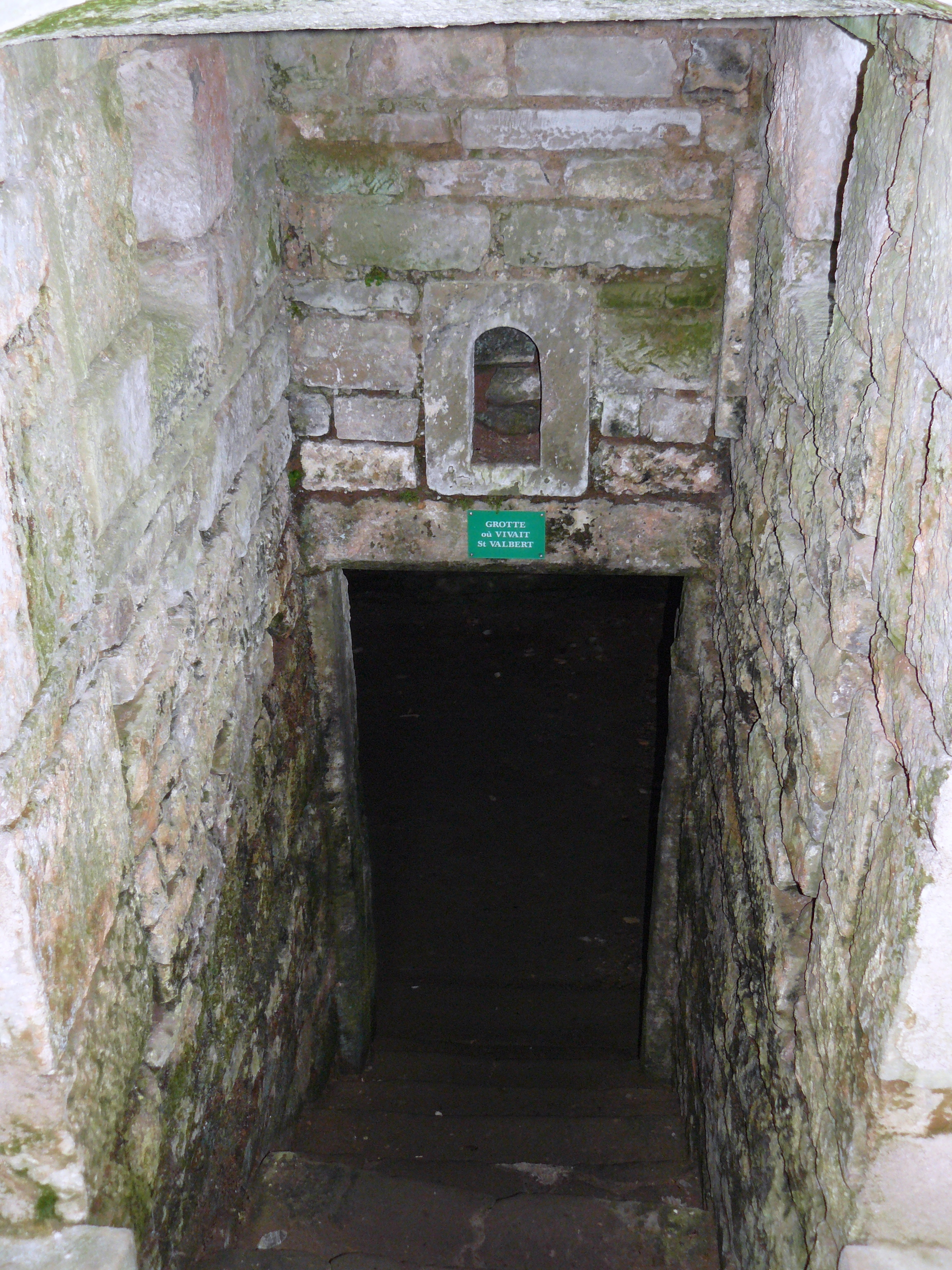
Скит (вход в пещеру)
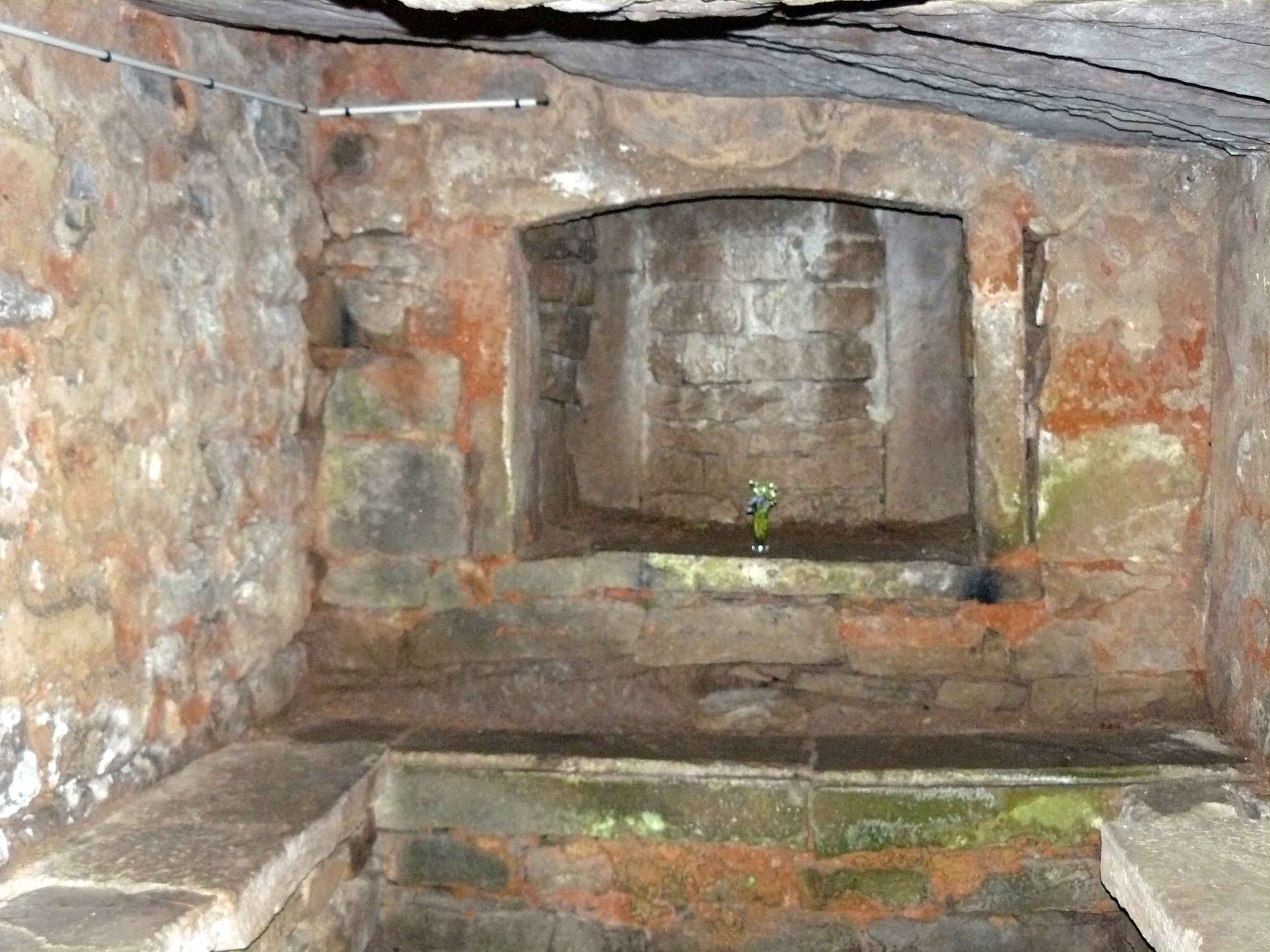
Скит (интерьер)
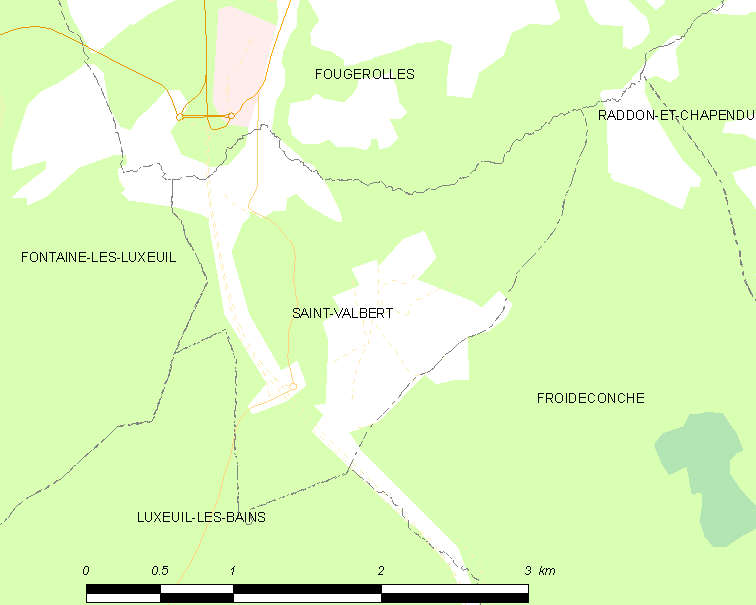
Карта коммуны